# Alà dei Sardi
Alà dei Sardi är en ort och kommun i provinsen Sassari i regionen Sardinien i Italien. Kommunen hade 1 853 invånare (2017).